# صلاح عمر العلی
صلاح عمر العلی (زاده ۱۹۳۷) از سیاستمداران عراقی و از بنیانگذاران حزب بعث بود.

## زندگی
وی در سال ۱۹۳۷ در شهر تکریت متولد شد. در بیست سالگی به حزب بعث عراق پیوست و سال بعد، به بغداد نقل مکان کرد.
به دنبال کودتای عبدالسلام عارف ضد حکومت بعث در عراق و همچنین بعد از اختلافاتی که در کنگرهٔ ششم قومی حزب بعث [کنگره‌ای که شامل بعثی‌های همهٔ جهان عرب می‌شود] به وجود آمد، وی به عضویت شورای رهبری حزب بعث عراق تعیین شد و در همین منصب بود که با طرح‌ریزی و اجرای کودتا علیه عبدالرحمن عارف (برادر عبدالسلام عارف که پس از او حاکم کشور شده بود) شرکت داشت.
با قدرت گرفتن حزب بعث وی به عضویت «شورای رهبری انقلاب» (بالاترین نهاد کشور پس از کودتا) و همچنین بار دیگر عضویت در شورای رهبری حزب بعث عراق تعیین شده و به تناوب مسئولیت چندین وزارتخانه را به عهده گرفت که از جملهٔ آنها می‌توان به وزارت رسانه‌ها اشاره کرد. تا آنکه بین او و دیگر مسئولان حزب بعث اختلافاتی پیش آمده و موجب استعفای او در ژوئن ۱۹۷۰ گردید.

### تبعید اختیاری
وی به تبعید اختیاری در مصر و لبنان رفت و تا سال ۱۹۷۳ در همان‌جا بود. در این زمان مجدداً وارد حکومت عراق شد و ابتدا به عنوان سفیر این کشور در کشورهای اسکاندیناوی و سپس اسپانیا منصوب و بعد از آن به عنوان نمایندهٔ دائم عراق در سازان ملل متحد تعیین گردید.

### اعتراض به جنگ ایران و عراق
وی در ۱۹۸۲ در اعتراض به جنگ ایران و عراق استعفاء کرده و تبدیل به یکی از مخالفان رژیم صدام شد. وی در سال ۱۹۹۱ نیز به همراه ایاد علاوی جنبش وفاق ملی عراق را تأسیس کرد ولی پس از چندی به علت اختلاف با وی از این حزب جدا شد.

### بازگویی خاطرات
خاطرات صلاح عمر العلی در برنامه «شاهد یک دوره» [شاهد علی العصر] شبکهٔ الجزیره با مجری‌گری «احمد منصور» بیان شده است.